# Ray Abrams (musicien)
Pour les articles homonymes, voir Ray Abrams et Abrams.
Ray Abrams est un saxophoniste ténor américain né le 23 janvier 1920 à New York, mort le 6 juillet 1992 à Brooklyn.
Il est le frère aîné du batteur Lee Abrams.

## Biographie
Ray Abrams fait ses débuts professionnels dans des combos de Brooklyn et fréquente les musiciens du style bebop. En 1946, il joue dans le big band de Dizzy Gillespie. Il joue ensuite dans des orchestres de jazz mainstream (Don Redman en 1947) et Andy Kirk de 1947à 1949) et dirige un temps son propre big band (1947).
Il fait un bref retour dans l'orchestre de Gillespie avant de devenir musicien « free lance » à New York. On peut l'entendre auprès de musiciens comme Hot Lips Page, Roy Eldridge, Bill Harris, Slim Gaillard… Il joue ensuite principalement dans des orchestres de rhythm and blues et disparait petit à petit de la scène musicale.  